# Carmen Quidiello
Carmen Quidiello Castillo (Santiago de Cuba, 29 de abril de 1915-Santo Domingo, 19 de diciembre de 2020) fue una poeta, dramaturga y activista social dominicana de origen cubano. Quidiello fue además primera dama de la República Dominicana en 1963 durante el breve mandato de su esposo, el expresidente y fundador del Partido de la Liberación Dominicana (PLD), Juan Bosch.

## Trayectoria
Quidiello nació el 29 de abril de 1915 en Santiago de Cuba. Realizó los estudios de primaria en el Colegio Teresiano de Barcelona, en España, y los estudios de Enseñanza Secundaria en su ciudad natal de Santiago de Cuba. Más tarde realizó la licenciatura en Ciencias Sociales y Filosofía en la Universidad de La Habana. Quidiello también realizó un posgrado en derecho diplomático en la Universidad de La Habana.
Quidiello conoció a su marido, Juan Bosch, en Matanzas, Cuba, en 1941. Se casaron en 1943 y tuvieron dos hijos.
Se unió a los esfuerzos de su marido y de otros exiliados dominicanos para terminar con la dictadura de Rafael Trujillo desde la década de 1940 hasta la de 1960. Ambos vivieron en el exilio durante gran parte de este tiempo.
Carmen Quidiello asumió el cargo de primera dama cuando su marido asumió la presidencia en febrero de 1963. Se centró en las artes y los problemas de la infancia durante su mandato. Bajo el patrocinio de Quidiello, la Orquesta Sinfónica Nacional se presentó en los jardines del Palacio Nacional por primera vez en su historia. También creó un nuevo instituto infantil e invitó al violonchelista español Pablo Casals a actuar en la República Dominicana. Juan Bosch fue derrocado por un golpe militar en septiembre de 1963. Quidiello hizo campaña en apoyo de su marido durante el resto de su carrera política. Fue una defensora de la justicia social uniendo estas luchas con su carrera literaria durante décadas. Juan Bosch murió en noviembre de 2001.
Quidiello aportó numerosos poemas, obras de teatro y ensayos a la literatura de la República Dominicana. Entre sus obras más conocidas están la obra de teatro La eterna Eva y el insoportable Adán y la prosa titulada Pajaritos de papel. Otras obras y poesías escritas por Quidiello incluyen Desde mi orilla, Decires poéticos, El Peregrino o la Capa Tornasolada y Alguien espera junto al puente.
Cofundó la Sociedad Cultural Auditorium en 1972. También participó en el Festival Internacional de Teatro de La Habana. En 1998, Quidiello cofundó la Fundación Juan Bosch, que se encargó de preservar las ideas políticas y económicas de su esposo. Se desempeñó como presidenta de la fundación desde 1998 hasta 2016 y siguió siendo su presidenta honoraria hasta su muerte en 2020.
Quidiello condenó el golpe de Estado hondureño de 2009, citando los paralelismos que vio entre los acontecimientos en Honduras y el derrocamiento de Bosch en República Dominicana en 1963. También hizo un llamamiento a la paz en Venezuela ante el deterioro de la situación política y económica en ese país.
Carmen Quidiello falleció por causas naturales a la edad de 105 años en su residencia de la Calle Paseo de Los Locutores en Santo Domingo el 19 de diciembre de 2020. El presidente Luis Abinader declaró el 21 de diciembre de 2020 como día de luto nacional y ordenó ondear banderas a media asta en honor a Quidiello.